# Kovačji Grad
Kovačji Grad je naselje v Sloveniji. Ime izhaja iz nekdanjega gradu Volčji grad (Wolfssperg), ki je bil v kasnejšem obdobju preimenovan v Kovačji grad. V neposredni bližini gradu je vas Vukovci (Wolfsdorf), ki še vedno nosi ime po nekdanjem gradu. 
Nad strmo skalno brežino reke Kolpe je nekoč stal s stolpi zavarovan grad, ki je tudi omenjen že v Valvasorjevi knjigi Slava vojvodine Kranjske. Po pričanju tamkajšnjih vaščanov naj bi bil opuščeni grad delno porušen zaradi potresa, v katerem se je del njega sesul v Kolpo. Ostanke gradu so razruvali, ko so skozi njega speljali novo cesto. Danes je v močnem goščavju vidno le nekaj zidovja. Z gradom je bila povezana tudi skrivna kraška jama, v kateri naj bi bila velika dvorana z jezerom.

## Geografija
Povprečna nadmorska višina naselja je 180 m.
Pomembnejša bližnja naselja so: Vinica (4 km) in Črnomelj (23 km).